# Camp de réfugiés de Silwad
Le camp de réfugiés de Silwad, en arabe : مخيم سلواد, est un camp de réfugiés palestiniens établi en 1972. Il est situé au nord-est de Ramallah, dans le centre de la Cisjordanie.
Selon le recensement du bureau central palestinien des statistiques, le camp compte une population de 456 réfugiés en 2017.